# Michel Stievenard
Michel Stievenard (Waziers, 1937. szeptember 21. –) francia válogatott labdarúgó.
A francia válogatott tagjaként részt vett az 1960-as Európa-bajnokságon.

## Sikerei, díjai
Angers SCo
- Francia bajnok (másodosztály) (1): 1968–69